# Dominik Steiger (Literat)

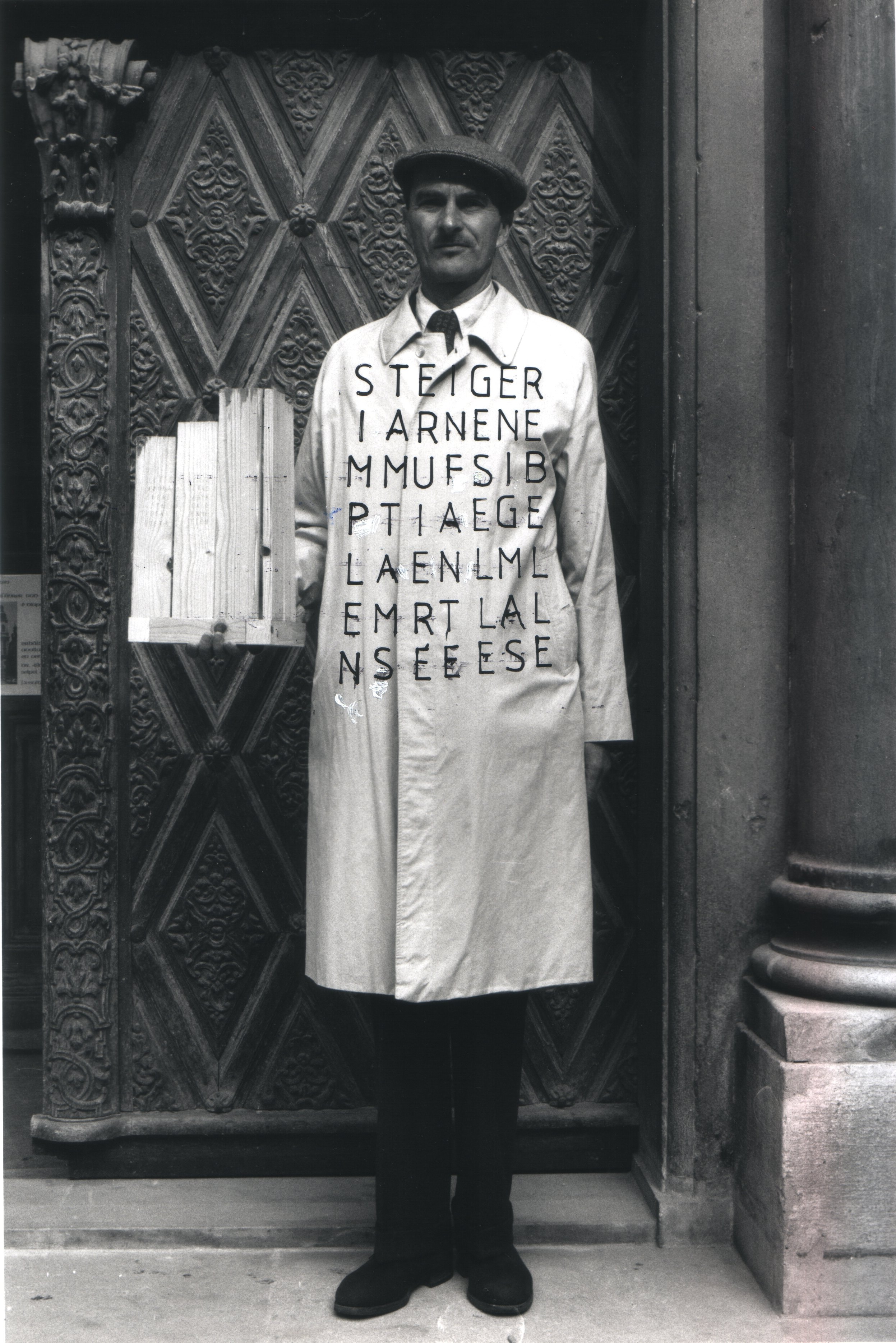
Dominik Steiger, LETTERFALL, ca. 1989, Marker und Deckweiß auf S/W-Fotografie

Dominik Steiger (* 18. Oktober 1940 in Wien; † 12. Jänner 2014 ebenda) war ein österreichischer Literat und Künstler aus dem Umfeld der Wiener Gruppe und des Wiener Aktionismus. Mit seinen Werken zählt er zu den wichtigen Vertretern der österreichischen Avantgarden seit den 1950er Jahren.

## Leben und Werk
Nach der Matura und einem abgebrochenen Studium der Staatswissenschaften und der Slawistik trat Dominik Steiger Silvester 1958/59 in den Dienst der Légion etrangère, aus der er nach 15 Monaten vorzeitig entlassen wurde. Der frühe Kontakt zu dem Lyriker Hermann Schürrer, und mehr noch der intensive Austausch ab den 1960er-Jahren mit den Mitgliedern der Wiener Gruppe – H. C. Artmann, Gerhard Rühm, Konrad Bayer und Oswald Wiener – waren impulsgebend für Steigers literarisches Frühwerk wie auch für sein späteres künstlerisches Schaffen. Vor allem die Freundschaft mit dem Schweizer Dichter und Künstler Dieter Roth, den er 1966 in Wien kennenlernte, wurden für sein Werk bestimmend. Ausgedehnte Reisen führten Anfang der 1960er-Jahre in die Länder Frankreich, Türkei, Iran, Pakistan und Indien.
Nach ersten Veröffentlichungen von Gedichten im Selbstverlag (ab 1961) und in der österreichischen Kulturzeitschrift Neue Wege (1962–1964) kam rasch internationaler Erfolg: Im Berliner Rainer Verlag erschien der Prosaband Die verbesserte Große Sozialistische Oktoberrevolution (1967) und im Suhrkamp Verlag die Erzählungen Wunderpost für Co-Piloten (1968) und Hupen Jolly fahrt Elektroauto (1969). Der Kritiker Siegfried Schober dazu in der Wochenzeitung Die Zeit: „Steiger ist ein blitzgescheiter, pfiffiger, aberwitziger, auch kindlicher, verschrobener, melancholischer und manchmal nicht wenig böser und heimtückischer Sprachzauberer, Grammatikdresseur und Stilakrobat.“ Steiger publizierte in der Folge auch regelmäßig Beiträge, etwa in der von Günter Brus herausgegebenen Künstlerzeitschrift Die Schastrommel. Organ der österreichischen Exilregierung, in der Zeitschrift für Alles von Dieter Roth oder in der Edition Hundertmark. Im 1975 von Steiger gegründeten Verlag Buchdienst Fesch erschien neben eigenen Werken und Künstlerbüchern auch seine kurzlebige Zeitschrift NERVENKRITIK mit Beiträgen u. a. von den Künstlern Christian Ludwig Attersee, Konrad Bayer, Günter Brus, Urs Lüthi, Hermann Nitsch, Walter Pichler, Arnulf Rainer, Dieter Roth und Oswald Wiener.
Sein Prosawerk, das Steiger bis zu seiner letzten Publikation spuk und geflunker (2014) stetig fortführte, begleiteten ab den 1970er-Jahren bildkünstlerische Werke. Mit ausschlaggebend hierfür war die Begegnung mit Joseph Beuys, der 1971 bei einem Wien-Aufenthalt bei ihm nächtigte. Auf der Gründungsversammlung der Grazer Autorinnen Autorenversammlung präsentierte Dominik Steiger im Oktober 1973 mit seinen Knöchelchen-Zeichnungen einen Übergang vom schriftsprachlichen Zeichen zur Zeichnung. „Sie waren einer Zergliederungsphase in meinen schriftlichen Arbeiten gefolgt an einem Punkt, wo die Schreibarbeit an die Knöchelchen stieß“. Unter dem Titel Biometrische Texte widmete Günter Brus diesen chiffreartigen Miniaturen mit „Stempelcharakter“ eine Sondernummer der Schastrommel (1974). In den Basler Nachrichten schrieb Peter Weibel hierzu: „Das von Sprache und Schrift Verdrängte in seinen Spuren zu suchen […] initiiert zu einer erneuerten totaleren Kommunikation“. 1977 kommt es zu einer Kollaboration zwischen Steiger und Brus, die unter dem Titel Jeden jeden Mittwoch. Ein Zwoman veröffentlicht wurde: Innerhalb eines Jahres wechselten die Künstler auf dem Postweg zwischen Wien und Berlin immer mittwochs halbseitige Zeichnungen, die vom jeweils anderen ergänzt wurden.

Gemeinschaftsarbeiten und quasi aktionistische Unternehmungen mit Künstlerfreunden finden sich in Steigers Werk zahlreich. 1965 entstand der Kurzfilm das kind, in dem er sich als Kind verkleidet von Oswald Wiener filmen ließ. Im selben Kostüm nahm Steiger 1967 als „FNUFI“ an dem maßgeblich von Otto Muehl gestalteten „ZOCK“-Fest im Wiener Gasthaus Grünes Tor teil, auch in dessen 1966 initiiertem Actions Concert für Al Hansen in der Galerie nächst St. Stephan war er aufgetreten, ebenso in Selten gehörte Musik. Das Berliner Konzert (1974) gemeinsam mit Christian Ludwig Attersee, Günter Brus, Hermann Nitsch, Arnulf Rainer, Dieter Roth, Gerhard Rühm und Oswald Wiener. In dem von Dieter Roth angeregten Wandgemälde Allerweltsbild (1982–1985) im Bahnhofsbuffet Basel, arbeiteten neben Dieter Roth selbst auch dessen Sohn Björn, André Thomkins, Ömar Stefansson und in besonderem Maße Dominik Steiger mit.

Dominik Steiger, Zeichnung aus der Serie „Knöchelchen“, 1973, Bleistift auf Papier

Trotz seiner Nähe zu Protagonisten des Wiener Aktionismus ließ Steiger sich zeitlebens von keiner Bewegung vereinnahmen. Seine künstlerische Strategie war spielerische Vernetzung, geprägt von kindlicher Anarchie und karikierendem Übermut. 1968 gründete er den Micky-Maus-Klub Flakturm, dem u. a. der Wiener Künstler Heinz Frank (1939–2020), der Dichter Reinhard Priessnitz und der legendäre Galerist Kurt Kalb (1935–2022) angehörten.
Mit Bleistift- und Tusche-Feder-Zeichnungen begann Steiger sein bildnerisches Werk; die Knöchelchen fanden ihre vergrößerte Fortführung 1975 in den Zeichenzyklen WARS DENEN? und Dieter Roth’s Tränenmeer 4b nach vor empfunden gegriffen. Figurativer dann die komplexen und narrativ dichten Kompositionen der Kleinen Aquarelle in den 1970ern. Um 1980 folgte die Serie Exzerptmarterln: eng beschriebe und gezeichnete Blätter von pseudowissenschaftlichem Charakter. In seinen durch Dieter Roth angeregten Druckgrafiken benutzte Steiger neben der Radierung selbst erdachte Verfahren: die Farbe übertrug er etwa in den Rollbildern mittels Paketgriffen, Versandrollen oder Nudelhölzern.

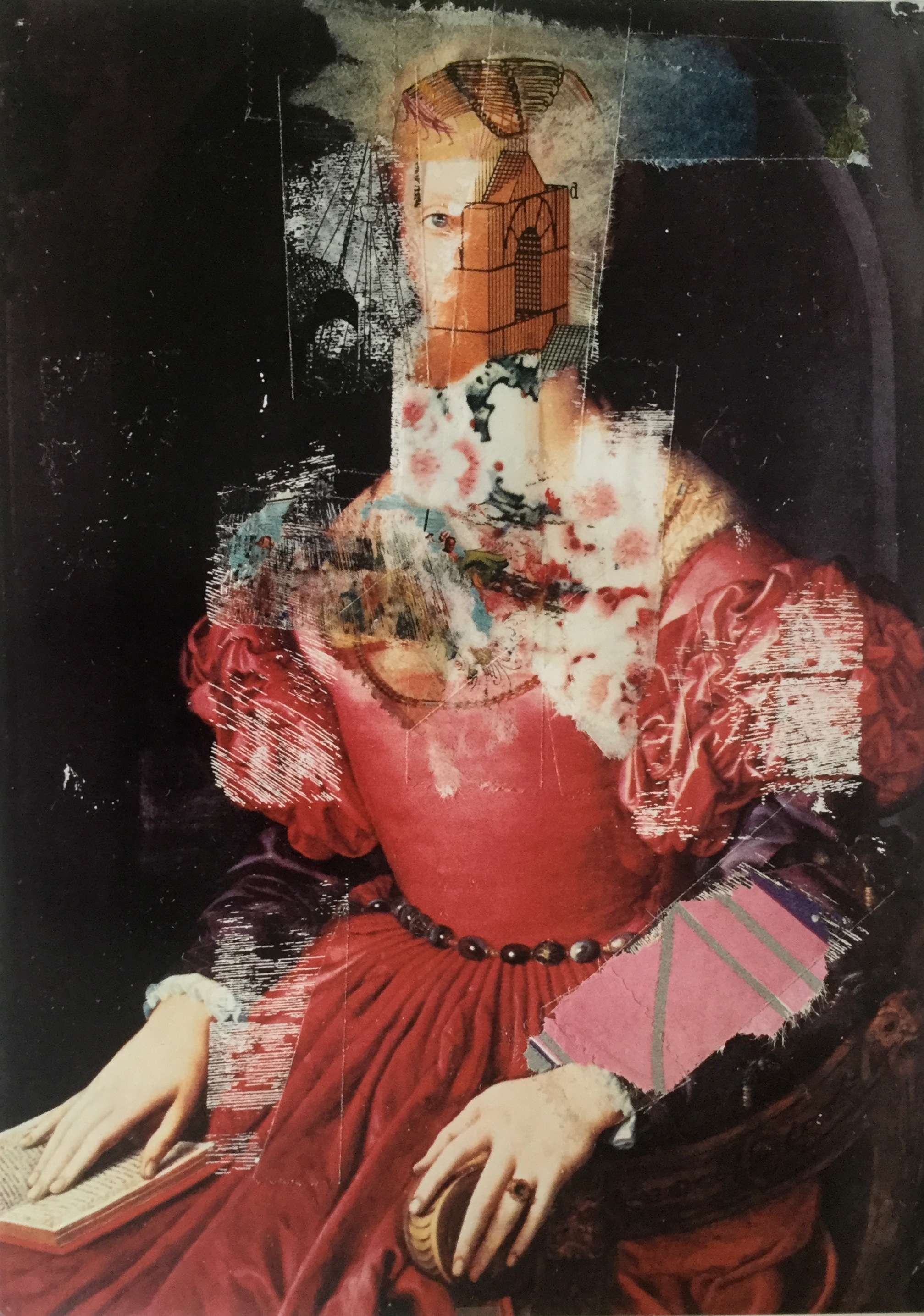
Dominik Steiger, aus der Serie „Kulturcollagen“, ca. 1999, Collage auf Postkarte

Vorgefundene Materialien werden von Anbeginn verwendet: in frühen, stark konzeptuellen Arbeiten wie Zyklus ökonomischer Literatur (1965) werden z. B. Formulare für den Postscheckverkehr zum literarischen Readymade erklärt, in der Serie Autographe Bene aus den 80-Jahren historische Autografen berühmter Persönlichkeiten zerschnitten, neu montiert und überzeichnet. Ähnlich die Serie Markenbilder, die aus übermalten Blättern alter Briefmarkenalben besteht. Auch in den 1990ern erweiterte und veränderte Dominik Steiger die für ihn typischen Techniken der Collage und Assemblage: für den Zyklus Konversationsgrafiken überträgt er mittels Tesafilm ausschnitthafte Sujets aus Landkarten, Lexika, Büchern etc. auf die Bildfläche, um diese mit eigenen zeichnerischen und malerischen Spuren in Beziehung zu setzen, ähnlich das Verfahren in den Kulturcollagen. Die Werke der Serie Bois sind Assemblagen aus den Holzresten einer Tischlerei. Der Titel bois (französisch Holz), der auch „boys“ und Beuys anklingen lässt, zeigt die Leidenschaft des Sprachspielers für die Verschiebung von Ebenen und Inhalten. Auf vielen dieser plastischen Objekte sind zusätzlich Beschriftungen angebracht, sogenannte Letterfälle, eine von Steiger erdachte Abwandlung des klassischen Akrostichons. Ab 2005 entstanden die Werkgruppen Flaschen-Multiples und ART COMPLETE.
Auch auf dem ihm so wichtigen Feld der Musik war Steiger schöpferisch tätig: 1971 nahm er mit dem Hörspiel Ultramundane Melodie, einer Improvisation mit Sing- bzw. Sprechstimme und Radioaufzeichnung, an der Experimenta 4 in Frankfurt teil. 1979 erschien im Dieter Roth’s Verlag die Langspielplatte Wiener Lieder und gemischte Weisen mit von Steiger erdachten, gesungenen und gespielten Kompositionen. Es folgten die im eigenen Verlag Buchdienst Fesch herausgegebenen Musikkassetten 31 Lieder mit Musik in deutsch, englisch, französisch, freisprachlich, griechisch, spanisch, wienerisch (1980), Es singt und spielt Zupfgeigenhansls Großneffe Dominik Steiger ganz eigene Lieder (1982) und Zibeben in den Reis (1984). Unter dem Titel AD HOC MUSI erschien 2013 eine Langspielplatte bei Tochnit Aleph, welche eine Auswahl dieser Lieder aus den 1980er-Jahren versammelt. Die oben erwähnte Mitwirkung an künstlerischen Aktionen und Konzerten wie Selten gehörte Musik 1974 setzte Steiger in den 80ern fort, etwa in Veranstaltungen von Christian Ludwig Attersee wie der Matinee Malermusik und Malersprache (1984) im Museum des 20. Jahrhunderts in Wien oder dem Multimedia-Abend Attersee und seine Freunde – rücksichtslose Unterhaltung im Rahmen der Ars Electronica (1986) im Linzer Brucknerhaus.
Zahlreich auch die Lesungen: von einer Ad-hoc-Lesung gemeinsam mit H. C. Artmann und Otto Jägersberg im Rahmen des sogenannten Provo-Festes während der Frankfurter Buchmesse 1967 bis hin zu Steigers letztem Auftritt im August 2012, einer Spoken Word Performance im Rahmen der Veranstaltungsreihe Ephemeropterae˜ X/XV+ bei Thyssen-Bornemisza Art Contemporary (TBA21) – Augarten in Wien.

## Publikationen
- WENDE. Selbstverlag, Wien 1961.
- im atemholen sind zweierlei gnaden. Verlag für fremdsprachige Literatur, Peking [d. i. Selbstverlag, Wien] 1965.
- Die verbesserte Große Sozialistische Oktoberrevolution. Eine Festschrift mit Bildern von Walter Zimbrich. Erschienen zum 50. Jahrestag der Oktoberrevolution. Rainer Verlag, Berlin 1967.
- Wunderpost für Co-Piloten. Suhrkamp, Frankfurt am Main 1968.
- Hupen Jolly fahrt Elektroauto. Neue Wunderpost mit 15 Schnappschüssen. Suhrkamp, Frankfurt am Main 1969.
- als Hrsg.: Vierundachtzig Österreichische Erzähler. März Verlag, Frankfurt am Main 1970.
- Idioeidetischer Letterfrack. Edizioni Pari & Dispari (in Verbindung mit Francesco Conz, Bozen), Reggio Emilia 1974.
- Libretto der Selbstanwendungen zum idioeidetischen Letterfrack. Edizioni Pari & Dispari (in Verbindung mit Francesco Conz, Bozen), Reggio Emilia 1974.
- Biometrische Texte 1–147. 1972–1973. In: Günter Brus (Hrsg.): Die Schastrommel. Organ der österreichischen Exilregierung Nr. 12. Edition Hansjörg Mayer, Stuttgart / London / Reykjavík / Bolzano [d. i. Berlin], August 1974.
- Buchdienst Fesch (Hrsg.): NERVENKRITIK. Nr. 1, Jg. 1, Januar 1976, Buchdienst Fesch, Wien 1976. Mit Text- und Bildbeiträgen von Christian Ludwig Attersee, Konrad Bayer, Günter Brus, Arnulf Rainer, Dieter Roth, Hans Schwester, Dominik Steiger, Kurtio Vitello
- Buchdienst Fesch (Hrsg.): NERVENKRITIK. Nr. 2, Jg. 1, April 1976, Buchdienst Fesch, Wien 1976. Mit Text- und Bildbeiträgen von Oswald Wiener, Dieter Roth, Walter Pichler, Dominik Steiger, Arnulf Rainer, Dieter Roth
- Buchdienst Fesch (Hrsg.): NERVENKRITIK. Nr. 3, Jg. 1, August 1976, Buchdienst Fesch, Wien 1976. Mit Text- und Bildbeiträgen von Günter Brus, Hermann Nitsch
- Buchdienst Fesch (Hrsg.): NERVENKRITIK. Nr. 4, Jg. 1, November 1976, Buchdienst Fesch, Wien 1976. Mit Text- und Bildbeiträgen von Dieter Roth, Robert Walser, Hans Peter Bühler, Urs Lüthi, Dominik Steiger, Arnulf Rainer, Dieter Roth
- Berliner ‚Nervenkritik‘, Extraausgabe 1. Buchdienst Fesch, Wien / Edition Hundertmark, Berlin, 1976.
- Die verbesserte Große sozialistische Oktoberrevolution (1967), Buchdienst Fesch, Wien / Galerie Krinzinger, Innsbruck 1976.
- mit Günter Brus: Jeden jeden Mittwoch. Ein Zwoman. 49. Karton, 3. Buch, Edition Hundertmark, Berlin 1977.
- Mein fortdeutsch-heimdeutscher Radau (Tragelaph’s I. Part). 54. Karton, 5. Buch, Edition Hundertmark, Berlin 1978.
- SENZA TANTO GEDICHTE (1975), Buchdienst Fesch, Wien / Seedorn Verlag, Zürich 1979.
- Amateurprobleme der Lebensüberlegung (Tragelaph’s 2. Parater), Fortsetzung von Mein fortdeutsch-heimdeutscher Radau (Tragelaph’s I. Part), Buchdienst Fesch, Wien / Seedorn Verlag, Zürich 1980.
- 7 Radierungen, Mappenedition, Buchdienst Fesch, Wien 1981.
- Über meine Knöchelchen-Zeichnungen. In: Otto Breicha (Hrsg.): Protokolle ’82/3. Zeitschrift für Literatur und Kunst. Band 3, Jg. 1982, Jugend und Volk, Wien/München 1982, S. 221–246. Anlässlich der Einzelausstellung im Kulturhaus Graz auch als separater Fortdruck erschienen, in Zusammenarbeit mit Buchdienst Fesch, Wien.
- ZELL FESCH, Buchdienst Fesch, Wien / Seedorn Verlag, Zürich 1984.
- LETTERFÄLLE BOIS. Typografica, Paris 1989.
- RUPERTS IRREGULAERE MAPPE. hg. als 14. Mappenedition mit Originalgrafik der Salzburger Landessammlungen Rupertinum, Salzburg 1989.
- Idyllen, Bagatellen, Mehrchen, Nimmermehrchen, Iduart u. Letterspeck, Fotos: Max im Krieg, bissl Leben (siehe dort). In: Otto Breicha (Hrsg.): Protokolle ’89/1. Zeitschrift für Literatur und Kunst. Band 1, Jg. 1989, Jugend und Volk, Wien/München 1989, S. 97–112. Auch als separater Fortdruck erschienen.
- Blätterbuch. HOMMEDELETTRE / HOMMEDÉLIRE. Faksimile eines schizoiden Skizzenbuchs, Mavo Art Transfer, Wien 1990.
- LETTERFÄLLE BOIS. Typografica, Paris 1991.
- Aufhebung der Arbeit. Buchdienst Fesch – Tagtraumarbeiterpartei, Wien 1993.
- Standard Letterfaelle in Klarsicht Huellen. museum in progress, Wien 1993.
- THINGUMMY. Literaturverlag Droschl, Graz / Wien 1994, ISBN 3-85420-372-1.
- SINNGUMMIS À LA MINUTE. Literaturverlag Droschl, Graz / Wien 1997, ISBN 3-85420-444-2.
- DOMINIK STEIGER / 60 JAHRE / TISCH TRAUM A. Ausst.-Kat., Galerie Hohenlohe & Kalb, Wien, Buchdienst Fesch – Tagtraumarbeiterpartei, Wien 2000.
- sink um i alle minuti. Literaturverlag Droschl, Graz / Wien 2001, ISBN 3-85420-560-0.
- ABRA PALAVRA. sieh’ ’n Gummi – All min Euter. Literaturverlag Droschl, Graz/Wien 2004, ISBN 3-85420-669-0.
- mon dieu es geistert. Literaturverlag Droschl, Graz / Wien 2007, ISBN 978-3-85420-724-5.
- spuk & geflunker. Ritter Verlag, Klagenfurt/Graz 2014, ISBN 978-3-85415-500-3.
- (mühelos) STÜSSELCHENS, Ritter Verlag 2020, ISBN 978-3-85415-606-2.

## Ausstellungen
- 1975: 1 2 3 Ausstellung, Galerie Grünangergasse (Kurt Kalb), Wien; jeden jeden Mittwoch. Brus-Steiger-Zwomanuskriptausstellung, Galerie Grünangergasse (Kurt Kalb), Wien
- 1976: Dominik Steiger – Nervenkribbel, Galerie Krinzinger, Innsbruck
- 1977: Dominik Steiger. Zeichnungen, Bücher und der Kotfisch, Galerie Renate Faßbender, München
- 1979: oculis verbis fidibusque, Galerie Stähli, Zürich
- 1980: Ausbellung von Dominik Steiger. Autodidackel, Buchhandlung am Hafnersteig, Wien
- 1981: FESCHETCHINGS BY D.S., Gallerí Gangur / The Corridor, Reykjavík
- 1982: Bilder Zeichnungen Grafik Bücher Musik von Dominik Steiger, Kulturhaus Graz (im Rahmen von steirischer herbst ’82), Graz
- 1984: Dominik Steiger. Aquarelle, Radierungen, Gebrauchsgrafik, Lappen, Bücher und Musik 1984, Galerie Zell am See, Zell am See; hereinspaziert – herr ein spatz irrt. André Thomkins / Dominik Steiger, Galerie Brigitta Rosenberg, Zürich
- 1985: Dominik Steiger: BUchDIenST fesch, Galerie Armin Hundertmark, Köln; Fescher Prometheuys mit Wiener Wurstelkraft, Georg Fritsch Antiquariat & Buchhandel, Wien
- 1986: miniatout renn, Galerie Heike Curtze, Wien; Dominik Steiger. Languaschen, Königreiche lang gewaschen und …, Galerie Zell am See, Zell am See
- 1987: Gerhard Rühm und Dominik Steiger – Zeichnungen und Gemeinschaftsarbeiten, Sammlung Oskar Schmidt/Wien, Palais Kinsky, Wien
- 1988: Gerhard Rühm. Dominik Steiger, Galerie Brigitta Rosenberg, Zürich; Dominik Steiger. Viel Atelier. Arbeiten auf Papier 1973–1988, Museum der Moderne Salzburg Rupertinum, Salzburg
- 1989: Struktur II (Revisited), Galerie Julius Hummel, Wien; Dominik Steiger. ACHT ACHT, Galerie Heike Curtze, Düsseldorf, weitere Ausst.-Station: Galerie Zell am See, Zell am See; Dominik Steiger. BONTEMPI REVISITED, Galerie Menotti, Baden bei Wien
- 1989–1990: Dominik Steiger: LETTERFAELLIG, BOIS, HERVORMANN, Galerie Fred Jahn, München
- 1990: Dominik Steiger: GEIST HAUT GOÛT, Galerie Heike Curtze, Wien
- 1991: Einmal Zieh’ ich / Und mal sachte Zurück / Wie’n Sur ich, Galerie Brigitta Rosenberg, Zürich
- 1992: Viel Atelier und bissl Holz von Dominik Steiger, Musik von Bernard Bernatzik. Sammlung Oskar Josef Schmidt, Palais Kinsky, Wien
- 1993: Marie Maridl Mariechen und ich, Galerie Zell am See, Zell am See; Dominik Steiger: LETTERFAELLE BOIS – SIEH’ OB FEHLEN TELLER, Galerie Heike Curtze, Wien, weitere Ausst.-Station: Galerie Raymond Bollag 2, Zürich
- 1994: Dominik Steiger. Beiträge zu einer Tagtraumwirtschaft – laufende Produktion 1993–94, Galerie Zell am See, Zell am See
- 1995: Atelier Thingummy, Galerie Heike Curtze, Wien; Dominik Steiger. Buchdienst Fesch – Tagtraumarbeiterpartei, Galerie Stadtpark, Krems
- 1997: Dominik Steiger. difficulté ahead, Galerie Kornfeld, Zürich
- 1997–1998: Dominik Steiger, Galerie Julius Hummel, Wien
- 1998: DOMINIK STEIGER REVISITED, Galerie Julius Hummel, Wien
- 2000: Dominik Steiger / 60 Jahre / Tisch Traum a, Galerie Hohenlohe & Kalb, Wien
- 2003: Dominik Steiger. Tagtraumarbeit, Galerie & Edition Marlene Frei, Zürich
- 2004: Anselm Glück / Dominik Steiger, Galerie kunsthaus muerz, Mürzzuschlag
- 2005: dominik steiger <66–99>, Galerie Hohenlohe & Kalb, Wien
- 2008: Dominik Steiger. Kosmöschen Steiger, Ausstellung und Symposium, Galerie Hohenlohe, Wien; Dominik Steiger, Ortner 2 / Judith Ortner, Wien
- 2009: Ungesehenes von Heinz Frank … (sic) von Dominik Steiger, Galerie Wolfrum, Wien
- 2011: Dominik Steiger: Art Complete, Galerie & Edition Marlene Frei, Zürich
- 2013: Dominik Steiger. Ad Hoc Musi 1980–84, Rumpsti Pumsti, Berlin
- 2014–2015: Dominik Steiger. Retrospektive, Kunsthalle Krems, Krems
- 2017: image/reads/text. curated by_ Abaseh Mirvali, Charim Galerie, Wien; Type, please. curated by_ Sabine Folie, Galerie Raum mit Licht, Wien
- 2018: Günter Brus. Unruhe nach dem Sturm, im Rahmen dieser Ausstellung auch: Dominik Steiger/Günter Brus; Belverdere 21, Wien
- 2018–2019: Macht der Sprache, Museum der Moderne Salzburg
- 2020–2021: Tagtraumarbeiter, Neue Galerie Graz, BRUSEUM
- 2021: Ludwig Wittgenstein: Fotografie als analytische Praxis, Leopold Museum, Wien
- 2022: Dominik Steiger und sein Umfeld, Galerie Hummel, Wien
- 2024: ANIMALI, Luigi Zuccheri e Compagni, Edizioni Galleria Periferia, Luzern, 31.8. – Dezember 2024 
  - Dominik Steiger, Galerie Petra Seiser, Schörfling am Attersee, 21.9. – 13.10.2024

## Auszeichnungen
- 1965 und 1969: Förderpreis des Wiener Kunstfonds
- 2004: Österreichischer Würdigungspreis für Literatur 2003
- 2008: Preis der Stadt Wien für Bildende Kunst